# ANAXAM
ANAXAM steht für „Analytics with Neutrons And X-rays for Advanced Manufacturing“ (Analytik mit Neutronen und Röntgenstrahlen für die fortgeschrittene Fertigung) und ist ein Wissens- und Technologietransferzentrum in der Schweiz. Laut Schweizer Regierung zählt es zu den Forschungskompetenzzentren mit nationaler Bedeutung. Anaxam ist Teil des Aktionsplans „Digitalisierung“ des Bundes und Mitglied der Vereinigung Advanced Manufacturing Technology Transfer Centers (AM-TTC). Letztere wurde vom Bund gegründet, um durch die Entwicklung und Bereitstellung von Infrastruktur Innovationen zu fördern und den Wissenstransfer zu beschleunigen. Anaxam ist auf dem Campus des Park Innovaare im Kanton Aargau angesiedelt.
Es handelt sich um eine gemeinnützige und nicht gewinnorientierte Einrichtung. Sie dient dazu, der Industrie den Zugang zu fortschrittlichen Analytikmethoden, die ursprünglich für die Grundlagenforschung entwickelt wurden, zu ermöglichen. Anaxam arbeitet mit den Projektpartnern auf der Grundlage von „öffentlich-privaten Partnerschaften“ (Public Private Partnership) zusammen.
Das Zentrum ermöglicht Unternehmen Materialanalytik mit Neutronen- und Synchrotronstrahlung (Röntgenstrahlen) für die zerstörungsfreie Materialprüfung. Die angebotenen Technologien unterstützen Unternehmen bei der Optimierung von Prozessen und Produkten sowie bei der Qualitätskontrolle und Qualitätssicherung. Die Projektpartner kommen unter anderem aus der Rohstoffindustrie, der Metallindustrie, der Medizintechnik, der Pharmaindustrie sowie der Automobilindustrie. Darunter sind Grossunternehmen genauso wie KMU, regional tätige genauso wie national und international tätige.

## Struktur
Anaxam hat die Rechtsform eines eingetragenen Vereins. Gegründet wurde er 2019 vom Paul Scherrer Institut (PSI), der Fachhochschule Nordwestschweiz (FHNW), dem Swiss Nanoscience Institute und dem Kanton Aargau. Das Technologietransferzentrum wird nach Artikel 15 FIFG (Bundesgesetz über die Förderung der Forschung und der Innovation) durch das Staatssekretariat für Bildung, Forschung und Innovation (SBFI) gefördert. Die Grundfinanzierung erfolgt aus Bundes- und kantonalen Mitteln. Darüber hinaus finanziert sich der Verein mittels Erträgen aus seiner Tätigkeit, Beiträgen der Trägermitglieder, Beiträgen und Zuwendungen von Privaten, Zuwendungen von anderen Organisationen mit ähnlichen Zielsetzungen sowie Sachleistungen von öffentlichen Gemeinwesen, Hochschulen, Forschungsinstituten und Privaten.

## Kompetenzbereiche
Bei den von Anaxam angebotenen analytischen Methoden kommen folgende Verfahren zum Einsatz:
- Bildgebung: Neutronenbildgebung[13][14] und Synchrotronbildgebung[15][16]
- Diffraktion: Neutronendiffraktion und Synchrotrondiffraktion
- Kleinwinkelstreuung: Neutronenkleinwinkelstreuung und Synchrotronkleinwinkelstreuung
- Spektroskopie: Neutronenspektroskopie und Synchrotronspektroskopie

Die Messungen werden an verschiedenen Strahllinien von Forschungszentren in Europa durchgeführt, die Grossforschungsanlagen mit Neutronen oder Photonen betreiben.
Neben der Materialanalytik widmet sich Anaxam auch der Wissensvermittlung und schult Werkstudierende sowie Industriefachpersonen in Seminaren, Workshops und Praktika zur Materialanalytik.